# Berthold av Regensburg

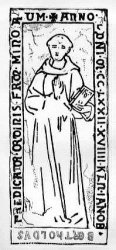
Bertold av Regensburg

Berthold av Regensburg, död 1272 var en tysk franciskanermunk, och medeltidens främste folkpredikant.
Om Bertholds tidigare levnadsöden vet man inte mycket, annat än att han troligen föddes i Regensburg och ingick i franciskanerorden, där han fick stort anseende. Han började på 1240-talet uppträda som folkpredikant och genomvandrade stora delar av Tyskland, Schweiz, Österrike och Böhmen, överallt med stor tillströmning av åhörare. Han utnämndes 1263 av påven Urban IV till korstågspredikant.
Under hans namn finns omkring 500 bevarade medeltida predikningar, som flera gånger utgetts i olika urval och samlingar.